# 구달 (화장품)
구달(goodal)은 대한민국의 화장품 브랜드이다. 클리오에서 2011년 4월 출시하였으며, 스킨케어 화장품을 생산 및 판매한다. 자체 매장 클럽클리오 및 드럭스토어(올리브영, 랄라블라 등)을 통해 유통되고 있다. 제품 생산은 OEM 전문 업체들이 하고 있으며, 스킨케어 부문의 제조원은 코스맥스, 한국콜마, 코스메카이다.

## 역대 모델
- 조여정(2015년~2016년)
- 황정음(2016년~2017년)
- 양세형, 박진주, 유선호(2017년)
- 홍수주(2019년~현재))